# 陰陽眼
陰陽眼是一種通靈的特異功能，看到超自然現象不可思議存在的能力。

## 宗教中的陰陽眼
有不少人相信陰陽眼的存在。在許多宗教中，都有能夠用肉眼看見靈體的人物。
這些人通常都是鬼（如道教认为死去的人的灵魂）、先知或有神性的人物。
代表能看見鬼魂等。
而佛教中的五眼和「天眼通」，也能視為陰陽眼的一种,但天眼通和陰陽眼的差異為陰陽眼只能看見與人接觸較密切的鬼和陰神,天眼通則能能觀察天地上下四方之宇宙有形及無形的生命意識及事物,兩者能力的差異極大。
在華人民間信仰中，陰陽眼可以是先天的，也可以是因好奇而後天施法「開」的，抑或透過修行方式自我開通。另道教文化中有雙瞳(兩個瞳仁)是一種魔眼，可以看見鬼魂的說法。
就特殊狀態來說，也有可能被外靈附體而產生陰陽眼的能力。

## 科學解釋
這種視幻覺可分為簡單的光影或是複雜的鬼、人、小蟲等，由於十分逼真，使得看到的人能十分具體地描述，取信於人，一些精神科醫師認為，陰陽眼的現象來自精神分裂症或其他精神疾患造成的幻覺和妄想，但更多的例子是出現在偏頭痛、酒癮者、物質濫用者、營養缺乏、失智、腦部病變（如腦瘤或是癲癇）、藥物中毒、電解質不平衡或是高燒等身體重大疾病時。
也有人認為陰陽眼源於眼球疾病邦納症候群。有些人的視網膜或水晶體失去了一部份的視物功能，那一部份的視野便出現了幻覺。
陰陽眼描述的影像從未通過科學檢驗，也未得到科學證實存在，甚至有否定的證據。